# Johannes Soreth

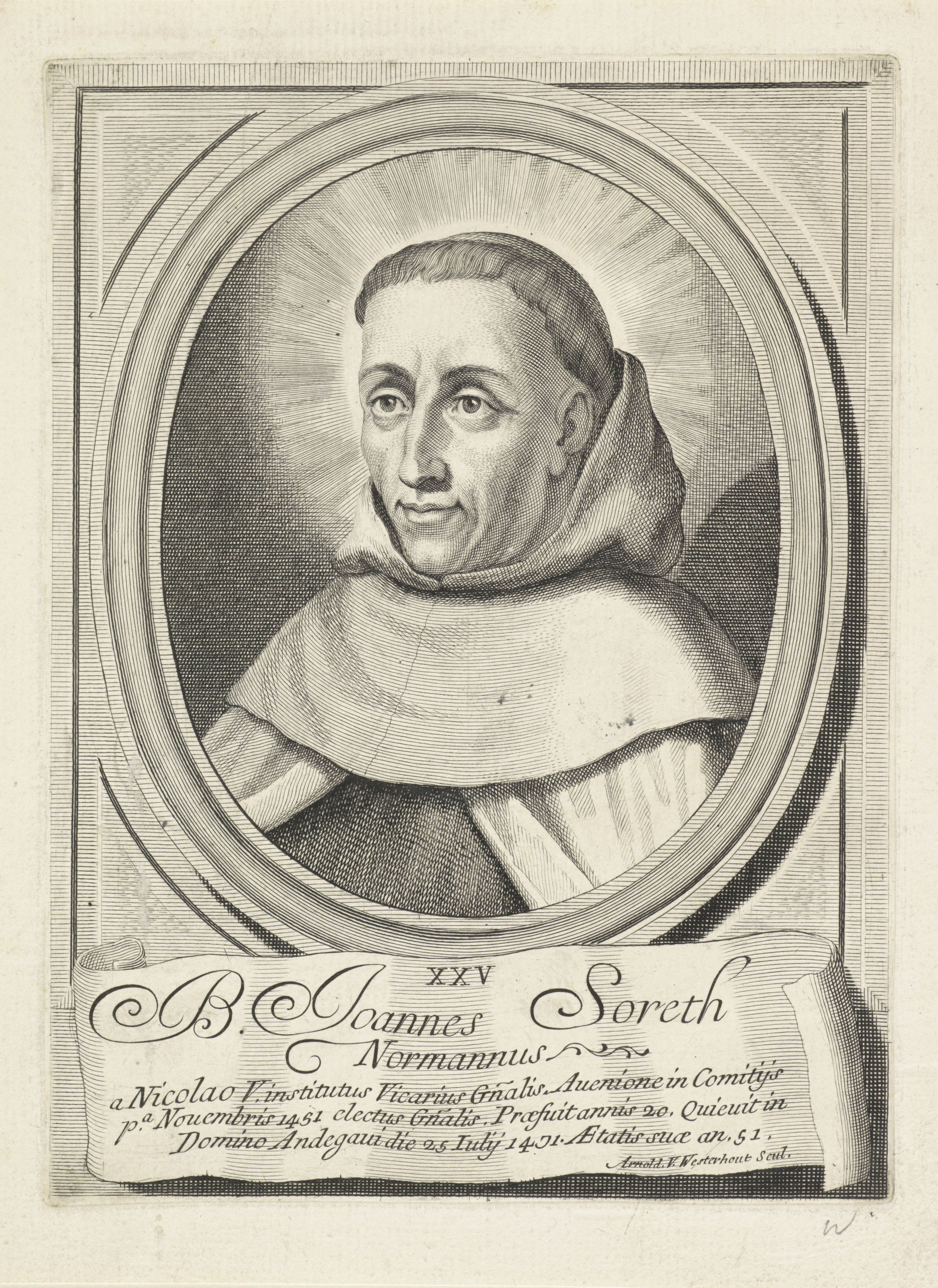
Johannes Soreth

De zalige Johannes Soreth (1405-1471) was een van de beroemdste generaal oversten van de karmelieten.  Hij stichtte de karmelietessen vrouwenkloosters. Verschillende communiteiten van begijnen en bij de orde aangesloten reclusae (letterlijke "ingemetselden"), vrouwelijke kluizenaars, vroegen naar een vaste regel. Paus Nicolaas V gaf de zalige Johannes door zijn bul van 7 oktober 1452 daartoe het gewenste verlof. De eerste communiteit aldus gevormd, was in Geldern bij Kevelaer, toentertijd (14 oktober 1453) behorend tot het graafschap Gelre. Daarna volgden Haarlem (1465) en Rotterdam (1482). In de Nederlanden werden verder karmelietessenkloosters gesticht in Luik, Dinant, Namen, Hoei, Leuven en Vilvoorde. In Frankrijk stichtte de jonge weduwe van hertog Petrus II van Bretagne, de zalige Françoise d’Amboise, het eerste klooster te Vannes en werd er zelf priorin.